# Herse (Wikinger)
Herse ist ein altnordischer Adelstitel. Die etymologische Ableitung des Wortes ist nicht sicher. Vermutlich hängt es mit dem germanischen Wort *harisja zusammen und hatte die Bedeutung eines Befehlshabers einer Heeresabteilung, ähnlich dem Herzog. Eine andere Herleitung geht von dem Herad (Gau, Landschaft) aus und kommt dazu, dass der Herse ein Stammesfürst war, der dem Heradsthing und der Heradsopferstätte vorstand und somit Gesetzgebung, Rechtsprechung  und Priesterfunktionen ausübte. 
Das Wort ist nur in altisländischen Quellen belegt, sowohl in der eddischen Dichtung als auch in den Sagas, wo es Snorri Sturluson in seiner Heimskringla benutzt. Dort heißt es von Harald Hårfagre:
Jarl hverr skyldi hafa undir sér fjóra hersar eða fleiri, og skyldi hverr þeira hafa tuttugu marka veizlu. Jarl hverr skyldi fá konungi í her sex tigu hermanna, en hersir hverr tuttugu menn.:
(Jeder Jarl soll vier oder mehr Hersen unter sich haben, und jeder von ihnen soll 20 Mark als Lohn erhalten. Jeder Jarl hat dem König 60 Mann für sein Heer zu stellen, jeder Herse 20 Mann).
Der Titel war erblich und sehr ehrenvoll. Er war aber offenbar nur auf die Westküste Norwegens begrenzt. Die militärische Stellung ist nicht einheitlich, Hersen konnten auch ein ganzes Heer führen. Der Titel bestand bereits vor Harald Hårfagre, und der König hatte keinen Einfluss auf dessen Vergabe. Die Beschränkung auf Westnorwegen deutet darauf hin, dass die Hersen in engem Zusammenhang mit den frühen Wikingerzügen zu sehen sind. Als die Wikingerzüge endeten, entfiel auch die Funktion. Die Führungspositionen wechselten zu den Häuptlingen mit Grundbesitz als Machtgrundlage. Mit dem Wechsel der Hersen-Aristokratie zur Bauernaristokratie ging auch ein regionaler Wechsel einher, da die Bauernaristokratie am stärksten in Trøndelag und im Ostland vertreten war. Hinzu kam, dass sich Olav II. Haraldsson im Bestreben, seine Macht zu stabilisieren, sich mehr auf die Bauernaristokratie zu stützen suchte. Im 11. Jahrhundert wurde der Hersen-Titel allmählich durch die Bezeichnung lendrmaðr, also den Mann mit Grundbesitz, ersetzt. Oft werden beide Titel abwechselnd für die gleiche Person gebraucht.
Harald Hårfagre hat dann die ursprünglich freien Hersen mediatisiert und in eine Hierarchie eingebaut, was aber nicht von Dauer war.